# Naturum Sommen
Naturum Sommen es un centro de visitantes y museo de historia natural localizado en la isla Torpön en Lago Sommen en las tierras altas del sur de Suecia. El edificio es una réplica de un cobertizo tradicional para botes. La idea de un naturum el museo se fraguó en 1996 y el museo fue inaugurado en 2002. En un comienzo naturum Sommen fue mantenido y financiado por la sociedad de historia local de Torpön (en sueco: Torpöns hembygsförening). A fines de 2013 naturum Sommen fue cerrado debido a que la sociedad de historia local de Torpön y la Fundación Sommen Fundación (en sueco: Stiftelsen Sommen) no estaban en capacidad de seguir manteniendo el centro. Sin emembargo la clausura fue corta ya que naturum Sommen abrió de nuevo sus puertas en 2014.
Desde 2017 el municipio de Ydre encabeza el trabajo de naturum Sommen.